# باتريشيا مدينا
باتريشيا مدينا (بالإنجليزية: Patricia Medina) هي ممثلة بريطانية، ولدت في 19 يوليو 1919 في المملكة المتحدة، وتوفيت في 28 أبريل 2012 بلوس أنجلوس في الولايات المتحدة بسبب نوبة قلبية.

## أعمال

### أفلام
- (1950) أبوت وكوستيلو في الفيلق الخارجية
- (1955) السيد أركيدين

## وصلات خارجية
- باتريشيا مدينا على موقع IMDb (الإنجليزية)
- باتريشيا مدينا على موقع ألو سيني (الفرنسية)
- باتريشيا مدينا على موقع تيرنر كلاسيك موفيز (الإنجليزية)
- باتريشيا مدينا على موقع أول موفي (الإنجليزية)
- باتريشيا مدينا على موقع قاعدة بيانات برودواي على الإنترنت (الإنجليزية)
- باتريشيا مدينا على موقع قاعدة بيانات الأفلام السويدية (السويدية)
- باتريشيا مدينا على موقع إن إن دي بي (الإنجليزية)
- باتريشيا مدينا على موقع قاعدة بيانات الفيلم (الإنجليزية)
- باتريشيا مدينا على موقع كينوبويسك (الروسية)